# Schneisingen
Schneisingen (gsw. Schnäisige) – gmina (niem. Einwohnergemeinde) w Szwajcarii, w kantonie Argowia, w okręgu Zurzach. Liczy 1 491 mieszkańców (31 grudnia 2020).